# Natação nos Jogos Olímpicos de Verão de 2016 - Revezamento 4x200 m livre masculino
A competição do revezamento 4x200 m livre masculino da natação nos Jogos Olímpicos de Verão de 2016 foi disputada no dia 9 de agosto no Estádio Aquático Olímpico.

## Medalhistas
|  | USA Estados Unidos                                                                          |  | GBR Grã-Bretanha                                                    |  | JPN Japão                                             |
|  | Conor Dwyer Townley Haas Ryan Lochte Michael Phelps Clark Smith* Jack Conger* Gunnar Bentz* |  | Stephen Milne Duncan Scott Daniel Wallace James Guy Robbie Renwick* |  | Kosuke Hagino Naito Ehara Yuki Kobori Takeshi Matsuda |

*Participaram apenas das eliminatórias, mas também receberam medalhas.

## Recordes
Antes desta competição, os recordes mundiais e olímpicos da prova eram os seguintes:
| Tipo | Atleta | Tempo   | Local  | Data                 |
| ---- | --- | ------- | ------ | -------------------- |
|      | USA Estados Unidos Michael Phelps (1:44.49) Ricky Berens (1:44.13) David Walters (1:45.47) Ryan Lochte (1:44.46)    | 6:58.55 | Roma   | 31 de julho de 2009  |
|      | USA Estados Unidos Michael Phelps (1:43.31) Ryan Lochte (1:44.28) Ricky Berens (1:46.29) Peter Vanderkaay (1:44.68) | 6:58.56 | Pequim | 13 de agosto de 2008 |

## Resultados

### Eliminatórias
| Pos. | Elim. | Raia | CON                | Nadadores | Tempo   | Notas            |
| ---- | ----- | ---- | ------------------ | --- | ------- | ---------------- |
| 1    | 2     | 4    | GBR Grã-Bretanha   | Stephen Milne (1:46.70) Robbie Renwick (1:48.17) Daniel Wallace (1:46.39) Duncan Scott (1:45.05)                    | 7:06.31 | Q                |
| 2    | 1     | 4    | USA Estados Unidos | Clark Smith (1:47.20) Jack Conger (1:45.73) Gunnar Bentz (1:48.01) Ryan Lochte (1:45.80)                            | 7:06.74 | Q                |
| 3    | 2     | 2    | RUS Rússia         | Mikhail Dovgalyuk (1:46.91) Viacheslav Andrusenko (1:47.50) Nikita Lobintsev (1:46.42) Aleksandr Krasnykh (1:45.98) | 7:06.81 | Q                |
| 4    | 2     | 6    | GER Alemanha       | Florian Vogel (1:47.16) Jacob Heidtmann (1:47.17) Clemens Rapp (1:46.61) Paul Biedermann (1:46.72)                  | 7:07.66 | Q                |
| 5    | 2     | 7    | JPN Japão          | Kosuke Hagino (1:46.60) Naito Ehara (1:47.12) Yuki Kobori (1:47.60) Takeshi Matsuda (1:46.36)                       | 7:07.68 | Q                |
| 6    | 2     | 5    | AUS Austrália      | Daniel Smith (1:47.55) Mack Horton (1:46.32) Jacob Hansford (1:47.70) Thomas Fraser-Holmes (1:46.41)                | 7:07.98 | Q                |
| 7    | 2     | 3    | BEL Bélgica        | Louis Croenen (1:48.35) Dieter Dekoninck (1:46.57) Emmanuel Vanluchene (1:47.79) Glenn Surgeloose (1:46.01)         | 7:08.72 | Q                |
| 8    | 1     | 5    | NED Países Baixos  | Dion Dreesens (1:47.86) Kyle Stolk (1:47.13) Ben Schwietert (1:47.92) Maarten Brzoskowski (1:46.25)                 | 7:09.16 | Q                |
| 9    | 1     | 8    | ITA Itália         | Andrea Mitchell D'Arrigo (1:47.65) Alex Di Giorgio (1:47.74) Marco Belotti (1:47.01) Gabriele Detti (1:46.80)       | 7:09.20 |                  |
| 11   | 1     | 7    | RSA África do Sul  | Myles Brown (1:46.47) Sebastien Rousseau (1:48.35) Calvyn Justus (1:49.04) Dylan Bosch (1:48.75)                    | 7:12.61 |                  |
| 12   | 1     | 2    | ESP Espanha        | Victor Martín (1:48.74) Miguel Durán (1:48.10) Albert Puig (1:48.13) Marc Sánchez (1:47.65)                         | 7:12.62 |                  |
| 13   | 2     | 1    | DEN Dinamarca      | Anders Lie (1:47.62) Daniel Skaaning (1:46.78) Soren Dahl (1:47.43) Magnus Westermann (1:50.83)                     | 7:12.66 | Recorde nacional |
| 14   | 1     | 6    | FRA França         | Jordan Pothain (1:46.56) Grégory Mallet (1:47.60) Lorys Bourelly (1:48.62) Damien Joly (1:50.93)                    | 7:13.71 |                  |
| 15   | 1     | 1    | BRA Brasil         | Luiz Altamir Melo (1:48.19) João de Lucca (1:47.77) André Pereira (1:49.19) Nicolas Oliveira (1:48.69)              | 7:13.84 |                  |
|      | 1     | 3    | POL Polônia        | Jan Świtkowski (1:47.95) Paweł Korzeniowski (1:48.14) Kacper Klich (1:49.52) Kacper Majchrzak (1:45.50)             | 7:11.11 | DSQ              |
|      | 2     | 8    | HUN Hungria        | Péter Bernek (1:47.69) Gergő Kis (1:51.02) Benjámin Grátz (1:48.71) Dominik Kozma (1:51.09)                         | 7:18.51 | DSQ              |

### Final
| Pos.              | Raia | CON                | Nadadores                                                                                                   | Tempo   | Notas            |
| ----------------- | ---- | ------------------ | --- | ------- | ---------------- |
| Medalha de ouro   | 5    | USA Estados Unidos | Conor Dwyer (1:45.23) Townley Haas (1:44.14) Ryan Lochte (1:46.03) Michael Phelps (1:45.26)                 | 7:00.66 |                  |
| Medalha de prata  | 4    | GBR Grã-Bretanha   | Stephen Milne (1:46.97) Duncan Scott (1:45.05) Daniel Wallace (1:46.26) James Guy (1:44.85)                 | 7:03.13 | Recorde nacional |
| Medalha de bronze | 2    | JPN Japão          | Kosuke Hagino (1:45.34) Naito Ehara (1:46.11) Yuki Kobori (1:45.71) Takeshi Matsuda (1:46.34)               | 7:03.50 |                  |
| 4                 | 7    | AUS Austrália      | Thomas Fraser-Holmes (1:45.81) David McKeon (1:45.63) Daniel Smith (1:47.37) Mack Horton (1:45.37)          | 7:04.18 |                  |
| 5                 | 3    | RUS Rússia         | Danila Izotov (1:46.72) Aleksandr Krasnykh (1:45.67) Nikita Lobintsev (1:46.31) Mikhail Dovgalyuk (1:47.00) | 7:05.70 |                  |
| 6                 | 6    | GER Alemanha       | Florian Vogel (1:47.16) Christoph Fildebrandt (1:47.91) Clemens Rapp (1:46.12) Paul Biedermann (1:46.09)    | 7:07.28 |                  |
| 7                 | 8    | NED Países Baixos  | Dion Dreesens (1:47.58) Maarten Brzoskowski (1:46.87) Kyle Stolk (1:47.59) Sebastiaan Verschuren (1:47.06)  | 7:09.10 |                  |
| 8                 | 1    | BEL Bélgica        | Louis Croenen (1:48.95) Dieter Dekoninck (1:47.50) Glenn Surgeloose (1:46.91) Pieter Timmers (1:48.28)      | 7:11.64 |                  |

Legenda
| Recorde mundial      | Recorde mundial (World record)               |                       | Recorde africano                      | Recorde africano (African) |                                           | Q | Classificado por posição (Qualified) |
| Recorde olímpico     | Recorde olímpico (Olympic record)            | Recorde da América    | Recorde da América (Americas)         | q                          | Classificado por melhor tempo (Qualified) |   |                                      |
| Melhor marca do ano  | Melhor marca do ano (World leading)          | Recorde asiático      | Recorde asiático (Asian)              | DNS                        | Não largou (Did not start)                |   |                                      |
| Recorde nacional     | Recorde nacional (National record)           | Recorde europeu       | Recorde europeu (European)            | DNF                        | Não terminou (Did not finish)             |   |                                      |
| Recorde pessoal      | Recorde pessoal do atleta (Personal best)    | Recorde da Oceania    | Recorde da Oceania (Oceania)          | DSQ / DQ                   | Desclassificado (Disqualified)            |   |                                      |
| Recorde da temporada | Recorde da temporada do atleta (Season best) | Recorde sul-americano | Recorde sul-americano (South America) | NM                         | Sem marca (No mark)                       |   |                                      |